# Simpor
Simpor eller ulkar är en familj taggfeniga fiskar i ordningen kindpansrade fiskar. Familjen omfattar cirka 300 arter fördelade på 70 släkten. Dessa arter lever huvudsakligen i grunda kustvatten i nordliga och arktiska vatten.

## Beskrivning
Simpor är brokigt färgade fiskar med brett, platt huvud, taggiga gällock, naken hud, stora bröstfenor och två ryggfenor, av vilka den främre är taggstrålig. Simblåsa saknas - simporna är bottenfiskar. Bland tång och dylikt lurar de på fiskar, kräftdjur och maskar.
På stenar eller växter läggs rommen, som vaktas av honan eller hannen. Befruktningen är ofta inre. 
Simpor är kända för sitt fina kött (simpsoppa ses av somliga som en delikatess), men lite eller inget riktat fiske sker mot arten - för många var och är simpan en irriterande bifångst i näten. 
Dock så är många simparter uppskattade av artfiskare, vilka ser t.ex. skäggsimpan och den ryska simpan som eftertraktade rariteter (den sistnämnda har 2023 endast krokfångats tre gånger).

## Arter
Det finns ett fåtal sötvattenfiskar bland arterna, däribland den nordamerikanska Cottus ricei, bergsimpa Cottus poecilopus, stensimpa Cottus gobio och hornsimpa (Myoxocephalus quadricornis). De två sista arterna lever även i brackvatten som till exempel i Östersjön.

### Simpor i svenska vatten
- Hornsimpa[2] (sötvatten)
- Oxsimpa[2]
- Rötsimpa[2]
- Skäggsimpa[2]
- Stensimpa[2] (sötvatten)
- Bergsimpa (sötvatten)
- Rysk simpa (sötvatten)

Mycket ovanliga arter (alla påträffade i saltvatten):
- Taggsimpa
- Halvulk
- Simpknot
- Klykskrabb

## Släkten

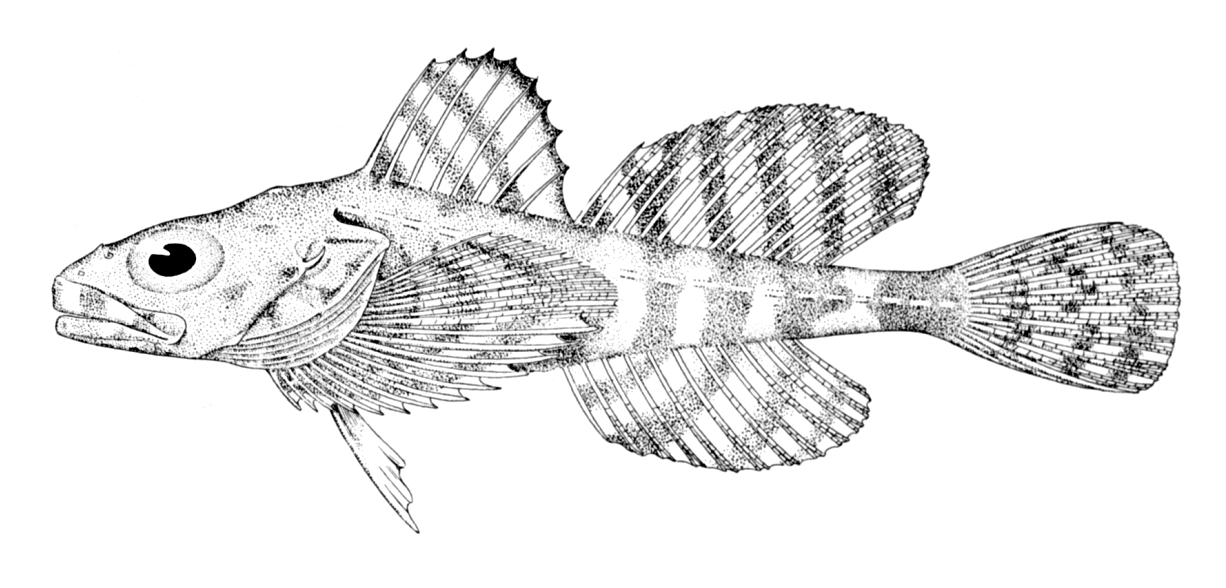
Artediellus uncinatus

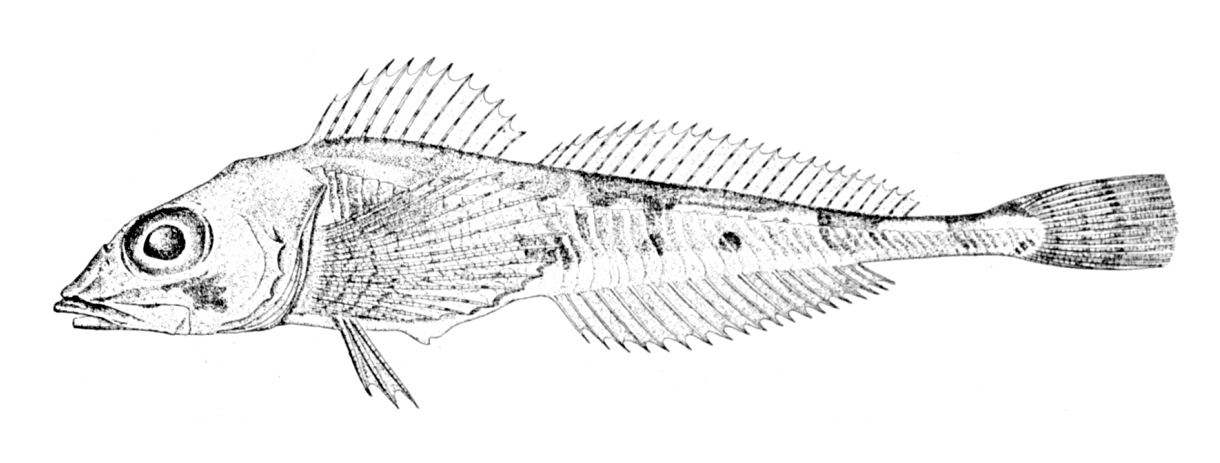
Nordlig simpknot Triglops pingelii

- Alcichthys Jordan och Starks, 1904
- Andriashevicottus Fedorov, 1990
- Antipodocottus Bolin, 1952
- Archistes Jordan och Gilbert i Jordan och Evermann, 1898
- Argyrocottus Herzenstein, 1892
- Artediellichthys Taranetz, 1941
- Artediellina Taranetz, 1937
- Artedielloides Soldatov, 1922
- Artediellus Jordan, 1885
- Artedius Girard, 1856
- Ascelichthys Jordan och Gilbert, 1880
- Asemichthys Gilbert, 1912
- Astrocottus Bolin, 1936
- Atopocottus Bolin, 1936
- Batrachocottus Berg, 1903
- Bero Jordan och Starks, 1904
- Bolinia Yabe, 1991
- Chitonotus Lockington, 1879
- Clinocottus Gill, 1861
- Cottiusculus Schmidt i Jordan och Starks, 1904
- Cottocomephorus Pellegrin, 1900
- Cottus Linné, 1758
- Daruma Jordan and Starks, 1904
- Enophrys Swainson, 1839 -
- Furcina Jordan och Starks, 1904
- Gymnocanthus Swainson, 1839
- Hemilepidotus Cuvier, 1829
- Icelinus Jordan, 1885
- Icelus Krøyer, 1845
- Jordania Starks, 1895
- Leiocottus Girard, 1856
- Leocottus Taliev, 1955
- Lepidobero Qin och Jin, 1992
- Leptocottus Girard, 1854
- Megalocottus Gill, 1861
- Melletes Bean, 1880
- Mesocottus Gratzianov, 1907
- Micrenophrys Andriashev, 1954
- Microcottus Schmidt, 1940
- Myoxocephalus Tilesius, 1811
- Ocynectes Jordan och Starks, 1904
- Oligocottus Girard, 1856
- Orthonopias Starks och Mann, 1911
- Paracottus Taliev i Berg, 1949
- Paricelinus Eigenmann och Eigenmann, 1889
- Phallocottus Schultz, 1938
- Phasmatocottus Bolin, 1936
- Porocottus Gill, 1859
- Pseudoblennius Temminck och Schlegel, 1850
- Radulinopsis Soldatov och Lindberg, 1930
- Radulinus Gilbert, 1890
- Rastrinus Jordan och Evermann, 1896
- Ricuzenius Jordan och Starks, 1904
- Ruscarius Jordan och Starks, 1895
- Scorpaenichthys Girard, 1854
- Sigmistes Rutter i Jordan och Evermann, 1898
- Stelgistrum Jordan och Gilbert i Jordan och Evermann, 1898
- Stlegicottus Bolin, 1936
- Stlengis Jordan och Starks, 1904
- Synchirus Bean, 1890
- Taurocottus Soldatov och Pavlenko, 1915
- Taurulus Gratzianov, 1907
- Thyriscus Gilbert och Burke, 1912
- Trachidermus Heckel, 1837
- Trichocottus Soldatov och Pavlenko, 1915
- Triglops Reinhardt, 1830
- Vellitor Jordan och Starks, 1904
- Zesticelus Jordan och Evermann, 1896